# Phạm Văn Mách
Phạm Văn Mách (sinh 16 tháng 10 năm 1976 tại Long Xuyên, An Giang) là một vận động viên thể dục thể hình Việt Nam. Anh là vận động viên thể hình đạt nhiều thành tích số một Việt Nam và là nhà vô địch thể hình thế giới ở hạng cân 55 kg.

## Tiểu sử
Phạm Văn Mách là con thứ sáu trong gia đình có tám chị em. Lập nghiệp tại TP Hồ Chí Minh từ ngày 10/03/1997 với 2 bàn tay trắng. Sự may mắn và niềm đam mê với môn thể hình đã đưa Phạm Văn Mách đến đỉnh cao vinh quang của sự nghiệp thể thao đến ngày hôm nay. 

## Thành tích
- 6 lần vô địch thế giới 2023, 2017, 2014, 2010, 2009, 2001 hạng 55 kg.
- 7 lần liên tiếp vô địch châu Á (từ 2004 đến 2012, trừ năm 2006 không tổ chức giải) và 1 lần 2014.
- HC bạc châu Á 1998, 1999, 2000, 2001,2010 HC bạc thế giới 2000.
- Nhiều lần vô địch SEA Games, vô địch quốc gia, và nhiều thành tích khác.
- Tháng 5/2022 HCV SEA Games 31 tại Vietnam

- Danh hiệu: VĐV tiêu biểu của thể thao Việt Nam trong nhiều năm.
- Được Chủ tịch Nước trao tặng Huân chương Lao động hạng nhất, hạng nhì và hạng ba.

Phạm Văn Mách từng tham gia gameshow Trò chơi liên tỉnh của VTV3 vào năm 1997, Mách đã gây ấn tượng mạnh với khán giả khi Mách là thí sinh trong đội của tỉnh An Giang, với thành tích rất xuất sắc.
Năm 2011, trong cuộc thi Cặp đôi hoàn hảo, Mách đã gây ấn tượng lớn với khán giả khi thể hiện ca khúc Careless Whisper với Văn Mai Hương.
Năm 2021, trong chương trình Cơ Hội Đổi Đời tập 3 phát sóng ngày 19-1-2021 anh đã cũng nghệ sĩ Lê Giang và Ca sỹ Hồ Quang Hiếu là khách mời tham gia chương trình này.